# Весняное (Луганская область)
Весняное (укр. Весняне) — село, относится к Славяносербскому району Луганской области Украины. Под контролем самопровозглашённой Луганской Народной Республики.

## География
Соседние населённые пункты: село Бердянка и посёлок Фрунзе на северо-востоке, село Дачное на севере, город Кировск на западе, Тавричанское на юго-западе, посёлок Криничное на юге, Богдановка, Заречное, Червоный Лиман на юго-востоке.

## Население
Население по переписи 2001 года составляло 867 человек.

## Общие сведения
Почтовый индекс — 93723. Телефонный код — 6473. Занимает площадь 1,47 км². Код КОАТУУ — 4424581401.

## Местный совет
93723, Луганская обл., Славяносербский р-н, с. Весняное, ул. Мира, 2